# Il ritorno di Brian
Il ritorno di Brian (Cutting Class) è un film del 1989 diretto da Rospo Pallenberg. È considerato il primo ruolo importante dell'attore Brad Pitt.
Il film è conosciuto anche coi titoli L'assassino è nel college e Giovani omicidi.

## Trama
Brian è un adolescente sospettato di aver ucciso il padre. Per questo ha passato un certo periodo in un ospedale psichiatrico. Quando esce e rientra al liceo locale, si innamora della compagna di classe Paula. La ragazza però è impegnata con Dwight, il campione di basket della scuola. Brian cerca ugualmente di conquistare Paula, e fra i tre si crea una forte tensione. Dopo il misterioso omicidio di un insegnante, i potenziali colpevoli sembrano essere sia Brian, per il suo passato di malattia mentale, sia Dwight, che ha un problema di controllo della rabbia.